# 3705 Hotellasilla
A 3705 Hotellasilla (ideiglenes jelöléssel 1984 ET1) a Naprendszer kisbolygóövében található aszteroida. Henri Debehogne fedezte fel 1984. március 4-én.